# Ononchataronon
Ononchataronon (Iroquet; Kod Sultzmana identični su s Atonontrataronon), jedna od bandi Algonquin Indijanaca za koje Pierre de Charlevoix (1721) kaže da su u staro doba živjeli na otoku današnjeg Montreala, i po njemu već su govorili huronskim jezikom. Najpoznatiji poglavica bio je Iroquet (1609-1615) koji je sreao Champlaina još 1609. blizu Quebeca. Iroquet je ovamo stigao s huronskim pogalvicom Outchetaguinom, da sklope ratni savez s Francuzima protiv Irokeza. Ovo je uspjelo i već za par dana izvršen je napad na Irokeze na jezeru Champlain. Champlain je pristao nakon pobjede da se sastane sljedeće godine s Iroquetom i Outchetaguinom na ušću rijeke Richelieu (onda zvana River of the Iroquois) te je sklopljena povijesna diplomatska i trgovačka alijanca između Hurona, Algonkina i Francuza. Kasne 1610. godine Iroquet i Outchetaguin dođoše prekasno na Champlainov drugi napad na Irokeze. Ipak održaše trodnevni sastanak na otoku Île de Saint-Ignace. Champlain (čitaj šamplen) zamoli tada Iroqueta da sa sobom povede mladog Francuza (vjerojatno Étienne Brűlé) preko zime u svoj logor i nauči svoj narod jeziku, motri na strana plemena i istraži vodene putove. Iroquet na sve pristane. Sljedeće godine (1611.) dvojica poglavica se po planu sastadoše na St. Lawrenceu. Francuzi su ih dočekali sa salvom iz arkebuza, mušketa i dva topa iz 13 brodica što su došle trgovati s Indijancima. Indijanci se silno prestrašiše, mnogi nisu nikada vidjeli Europljanina. Tu oni trgovaše zajedno a Champlain je mnogo naučio o zemljopisu ovog kraja. Trgovina završi uz mnoga obostrana obećanja, uz ostalo da će osnovati naselje u njihovoj zemlji. Champlain svoje obećanje održi. Godine 1615. doputovao je u zemlju Hurona. Ononchatarononi su već živjeli s njima, zajedno sa skupinom francuskih vojnika. Iroquet biše ratni poglavica u hjuronsko/algonkinskom savezu protiv Irokeza, koje je Champlain poveo iz Hjuronije (Huronia) u zemlju Irokeza što graniči s Georgian Bayom,  južno od jezera Ontario. Po povratku s ratnog puta, Iroquet i njegovi Algonkini su zimovali u hjuronskom selu Cahiagué, blizu današnjeg Hawkestone u Ontariju. U selu je došlo do prepucavanja između Hurona i Algonkina, a Iroquet je ostao ranjen s dvije strijele, a jedan Hjuron je ubijen. Da bi se izgladio spor, Algonkini pristanu da dadu Hjuronima 50 wampum-pojaseva, poveći broj kotlova i sjekira, i dvije zarobljenice s pohoda iz zemlje Irokeza. Situacija je za Algonkine ipak ostala opasna, a takvo mišljenje, što se tiće sigurnosti Francuza, imao je i Champlain. On je otišao dalje u istraživanje i posjetio Nipissing Indijance. Iroquetovi Algonkini po njemu su kasnije dobili ime. On bijaše veoma poznat u tom kraju koji postade neutralno područje za trgovinu i ekonomiju Nove Francuske. Pleme Iroquet često je tako nazivano po svome poglavici. Godine 1644. Otac Barthélemy Vimont opisuje Iroquet Algonkine kao ‘ekstremno insolentnima’, arogantnima i podlima’.

## Vanjske poveznice
- Ononchataronon Indian Tribe
- IROQUET (Yroquet)